# Ana Lucía de la Garza Barroso
Ana Lucía de la Garza Barroso (um 1981/82 in Mexiko-Stadt) ist eine mexikanische Medizinerin, Epidemiologin und Fachärztin im öffentlichen Gesundheitsministerium von Mexiko. Seit April 2019 leitete sie als Direktorin die operative epidemiologische Forschungsabteilung des mexikanischen Gesundheitsministeriums.

## Werdegang
Ana Lucía de la Garza Barroso studierte Medizin mit Schwerpunkt Chirurgie an der privaten Universidad Justo Sierra in Mexiko-Stadt. Nach ihrem Studium setzte sie ihre Ausbildung mit dem Schwerpunkt Epidemiologie an der School of Medicine (UNAM) der Nationalen Autonomen Universität von Mexiko fort.
Von 2009 bis 2019 arbeitete sie in der Generaldirektion für Epidemiologie an der Ausarbeitung internationaler Gesundheitsvorschriften. Der Schwerpunkt ihrer Arbeiten lag dabei auf dem Gebiet der öffentlichen Gesundheitsvorsorge. Sie wertete zahlreiche Ausbruchsgeschehen von Grippe-, Zika- und Chikungunyafieber-Epidemien aus. Sie entwickelte unter anderem im Rahmen der 2014 vorgelegten Masterarbeit standardisierte Verfahren im Bereich der Epidemiologie in der öffentlichen Gesundheitsverwaltung.
2019 promovierte sie am Instituto Nacional de Salud Pública (INSP) bei dem Epidemiologen und Staatssekretär für Prävention und Gesundheitsförderung Hugo López-Gatell Ramírez über Data-Mining in sozialen Netzwerke bei der Zika- und Chikungunyafieber-Epidemie 2015/2016.
Seit April 2019 leitet sie als Direktorin die Dirección de Investigación Operativa Epidemiológica im mexikanischen Gesundheitsministerium.
Ana Lucía de la Garza Barroso gehört zum Gremium von 21 Spezialisten des epidemiologischen Überwachungssystems von Mexiko. Während der COVID-19-Pandemie veröffentlicht sie die epidemiologischen Bulletins des mexikanischen Gesundheitsministeriums und stellt sie auf den regelmäßig stattfindenden Pressekonferenzen vor.

## Publikationen (Auswahl)
- Diseño e Implementación de los Procedimientos de Operación Estandarizados En la Unidad de Inteligencia Epidemiológica y Sanitaria de la Dirección General de Epidemiología, Masterarbeit, 2014
- Clinical and Epidemiological Characterization of Laboratory-Confirmed Autochthonous Cases of Zika Virus Disease in Mexico , 2016, (Mitherausgeberin)
- Contribución de la minería de contenidos Web de medios sociales a la inteligencia epidemiológica de Chikungunya y Zika 2016, Dissertation, 2019